# 郭如闇
郭如闇（？—？），江西吉安府廬陵縣人，明朝政治人物。

## 生平
萬曆四十一年（1613年）癸丑科進士。授莆田縣知縣，天啟二年（1622年）任華亭縣知縣。